# Fort Carson
Fort Carson è una base dell'esercito degli Stati Uniti situata nel Colorado stretta a sud dalla città di Colorado Springs, nella contea di El Paso, e a nord dalla città di Pueblo nell'omonima contea. Parte del forte situata nella contea di El Paso forma un Census-designated place con una popolazione, censita nel 2000, di 10.566 persone. A Fort Carson sono di stanza la 2ª, la 3ª e la 4ª Brigata della 4ª Divisione di fanteria, il 10º Gruppo Forze Speciali, il 71º Gruppo artificieri e la 43ª Brigata di supporto. Il forte prende il nome dal Brigadier generale Kit Carson, un famoso esploratore.
Fort Carson è servito dagli uffici postali di Colorado Springs con ZIP Codes 80902 e 80913.